# Кёйер, Гюс
Гюс Кёйер (нидерл. Guus Kuijer;  1 августа 1942 года, Амстердам) — нидерландский писатель, автор книг для детей и взрослых, лауреат премии памяти Астрид Линдгрен 2012 года.

## Биография
С 1967 по 1973 годы Кёйер работал учителем начальной школы. В 1968 году он начал писать рассказы для журнала Hollands Maandblad, в 1971 году вышел его первый сборник. В 1973 году Кёйер принял решение оставить школу, чтобы стать профессиональным писателем. В том же году он выпустил свой первый роман Het dochtertje van de wasvrouw. Первая детская книга — Met de poppen gooien — вышла в 1975 году, за неё он получил премию «Золотой грифель» (1976), основную награду в Нидерландах в области детской литературы. Он написал эту книгу для Дейзи, дочери друзей, и главная героиня (Madelief — буквально «Дейзи») названа в её честь. Сегодня Кёйер — автор более тридцати произведений, в основном адресованных юным читателям.

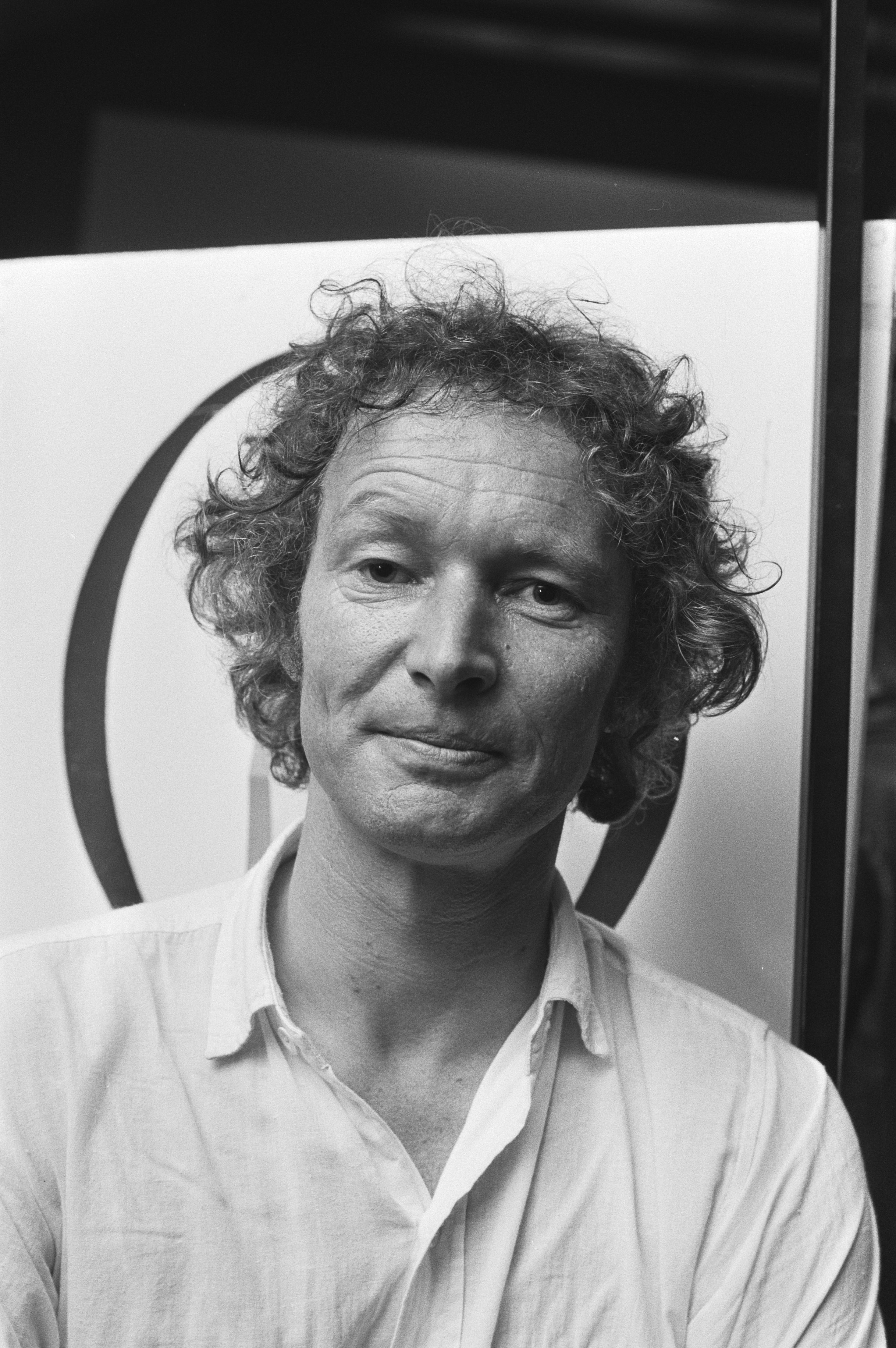
Гюс Кёйер в сентябре 1979

Гюс Кёйер вырос в семье членов Апостольской католической церкви, что не помешало ему, будучи взрослым человеком, заявить, что он не помнит, чтобы когда-либо верил в Бога, и сделать тему взаимоотношений Бога и человека одной из основ своего творчества.
Юные герои Кёйера бескомпромиссны в своих суждениях и не по-детски проницательны. Они стараются не только и не столько приспособиться к миру взрослых, сколько найти свой путь в жизни. Постоянно обращаясь к серьезным социальным темам, вопросам религии, воспитания терпимости к иному образу жизни, мнению, поведению, ценностям, Гюс Кейер сохраняет потрясающую легкость и искрометность — как мышления, так и изложения — во всех своих произведениях.
Книги Кёйера переведены более чем на десять языков, включая английский, шведский, немецкий, итальянский и японский, а теперь и русский. Он — неоднократный обладатель престижных литературных наград, таких как Немецкая детская литературная премия, Нидерландская детская литературная премия, «Золотой грифель» (четырежды), Золотая сова (Бельгия) и многих других.
В 2012 году Кёйер был удостоен премии памяти Астрид Линдгрен, присуждаемой за выдающийся вклад в развитие детской и юношеской литературы.
Жюри премии так обосновало свой выбор:

«Гюс Кёйер затрагивает проблемы современного общества и основополагающие вопросы бытия непредвзято и проницательно. Его книги утверждают с очевидностью как уважение к детям, так и неприятие нетерпимости и гнета. В них сплавлены серьезность, пронзительный реализм, лукавый юмор и провидческая фантазия. За простым, ясным и четким стилем Гюса Кёйера скрываются философская глубина и изящная поэтичность».
В России «Книга всех вещей» вышла в 2013 году в издательском доме «Самокат».

## Экранизации
Годы спустя появился телесериал Madelief (1994) и фильм Scratches in the Table (1998) на основе серии о Madelief (1975—1979). Позже была экранизирована и история Polleke (1999—2001): фильм Polleke (2003) и телесериал Polleke (2005).